# ¿Dónde estás corazón? (tango)
¿Dónde estás corazón? es una canción cuya letra y música pertenecen a Luis Martínez Serrano, en tanto que Augusto Berto, en 1928 hizo los arreglos para su versión para tango.

## Los autores
Luis Martínez Serrano ( Barcelona, España, 17 de diciembre de 1900 – Ciudad de México, 29 de agosto de 1970) fue un músico, director de orquesta y escritor, con una productiva carrera en México y Chile.
Augusto Berto ( Bahía Blanca, provincia de Buenos Aires, Argentina, 4 de febrero de 1889 - ¿ 29 de abril de 1953 ), cuyo nombre completo era Augusto Pedro Berto, fue un bandoneonista, compositor y director de orquesta que se dedicó a la música de tango.

## Historia
¿Dónde estás corazón? nació como canción con letra y música de Luis Martínez Serrano y fue estrenada en 1924 por el barítono Daniel Arroyo en el Teatro Regis de la Ciudad de México, acompañado por la orquesta dirigida por el autor en el marco de la revista México a la vista y tuvo  gran repercusión en México y España.  Dos años más tarde el bandoneonista Augusto P. Berto llegó a México en el curso de una larga gira por países de América que realizaba con la compañía teatral de Camila Quiroga, y al frente de su trío típico (con Roberto Tach y Remo Bolognini), que actuaba en los intervalos. 
Berto conversó con Martínez Serrano para adaptar la canción al ritmo de tango, y ambos acordaron en repartir por mitades los beneficios que se produjesen cuando fuera ejecutada tango. Al regresar a Buenos Aires Berto la estrenó con gran éxito en los carnavales e Ignacio Corsini le dio un impulso definitivo al grabarla con acompañamiento de guitarras en 1930. Entre quienes, con el tiempo, también la grabaron se encontraron Juan Arvizu, Miguel Caló con la voz de Raúl Del Mar y un recitado de Héctor Gagliardi –el Triste-, Alberto Castillo,  Charlo, con las orquestas de Francisco Canaro y de Francisco Lomuto el 31 de marzo de 1928, Julio De Caro  cantando en francés Pedro y Juan Lauga, Ada Falcón con la orquesta de Canaro, Teófilo Ibáñez con la orquesta de Roberto Firpo, Armando Pontier con la voz de Oscar Ferrari, el trío Irusta-Fugazot-Demare, Leo Marini, Blanca Mooney con Luis Stazo, Azucena Maizani, Antonio Rodio con la voz de Alberto Serna el 23 de mayo de 1944, Tito Schipa, Mercedes Simone con orquesta,  entre  otros.